# Белокрылая ксенолигия
Белокрылая ксенолигия (лат. Xenoligea montana) — вид воробьиных птиц из семейства Phaenicophilidae, единственный в роде ксенолигий (Xenoligea).

## Ареал и охранный статус
Встречаются только на острове Гаити, на территории как Гаити, так и Доминиканской Республики.
МСОП присвоил таксону охранный статус «Уязвимые виды» (VU).

## Описание
Длина 13—14 см. Имеют крепкий клюв и длинный хвост. Верхняя часть спины и надхвостье оливкового цвета. Голова тёмно-серая, а хвост и крылья черноватые. Вокруг глаз имеется частичное белое окологлазное кольцо и белую полоску, спускающуюся к клюву. Нижняя часть тела белая, с боков она становится серой.
Питаются фруктами и насекомыми. Продолжительность жизни обычно составляет 3—6 лет. Старейшим представителем вида оказалась особь, пойманная в 2006 году, которую ранее уже наблюдали в 1998.